# 劇団シニアグラフィティ
劇団シニアグラフィティは、芸能事務所・アップフロントグループ（アップフロントプロモーション・アップフロントクリエイト・ジェイピールーム・ジャストプロ・アップフロントエージェンシー等）の劇団である。2006年に旗揚げした。『劇団員』は存在せず、公演ごとに出演者が入れ替わっている（主にアップフロントグループ所属の歌手・タレントと、劇団東京ヴォードヴィルショーの劇団員・元劇団員が出演）。

## これまでの公演
※（）内はタイトルと同名の曲が発売された年と、その歌手
旗揚げ公演　昭和歌謡シアター「終着駅」（1971年、奥村チヨ）
2006年5月23日～5月29日、新宿SPACE107にて上演
出演：石原詢子、高山厳、柴田あゆみ（メロン記念日）、稲葉貴子、前田有紀 ほか
第2回公演　昭和歌謡シアター「時の流れに身をまかせ」（1986年、テレサ・テン）
2006年9月2日～9月10日、新宿SPACE107にて上演
出演：相田翔子、高山厳、飯田圭織、稲葉貴子、辻希美 ほか
第3回公演　昭和歌謡シアター「新宿の女」（1969年、藤圭子）
2007年1月31日～2月7日、新宿SPACE107にて上演
出演：多岐川舞子、加川明、保田圭、辻希美 ほか
第4回公演 ハロプロ篇　昭和歌謡シアター「横須賀ストーリー」（1976年、山口百恵）
2007年4月24日～4月30日、北千住THEATRE1010にて上演
出演：後藤真希、里田まい（カントリー娘。）、前田有紀、佐野大樹（*pnish*） ほか
第5回公演 昭和歌謡シアター「東京」（1974年、マイペース）
2007年6月9日～6月17日、新宿SPACE107にて上演
出演：石原詢子、柴田あゆみ（メロン記念日）、稲葉貴子、前田有紀 ほか
第6回公演 昭和歌謡シアター「FAR AWAY」（1988年、谷村新司）
2007年9月27日～9月30日、北千住THEATRE1010にて上演
出演：安倍なつみ、アヤカ（ココナッツ娘。）、前田有紀、つつみかよこ、清水ゆみ ほか
第7回公演 昭和歌謡シアター「オリビアを聴きながら」（1978年、杏里）
2007年11月28日～12月2日、全労済ホールスペース・ゼロにて上演
出演：森口博子、吉澤ひとみ、アヤカ（ココナッツ娘。）、前田有紀 ほか